# Cinnamodendron tenuifolium
Cinnamodendron tenuifolium är en tvåhjärtbladig växtart som beskrevs av Hendrik Uittien. Cinnamodendron tenuifolium ingår i släktet Cinnamodendron och familjen Canellaceae. Inga underarter finns listade.